# Гидразин
Гидрази́н (диамин, диамид) {\displaystyle {\ce {H2N-NH2}}} — неорганическое вещество, бесцветная, чрезвычайно токсичная, сильно гигроскопичная жидкость с неприятным запахом.
Молекула {\displaystyle {\ce {H2N-NH2}}} состоит из двух групп {\displaystyle {\ce {H2N}}}, повёрнутых друг относительно друга, что обусловливает полярность молекулы гидразина, μ = 0,62⋅10−29 Кл⋅м.
Смешивается в любых соотношениях с водой, жидким аммиаком, этанолом; в неполярных растворителях растворяется плохо. Образует органические производные: алкилгидразины и арилгидразины.

## История открытия
Первое производное гидразина, а именно гидразобензол был получен Николаем Зининым в 1845 году, который восстановил азобензол сернистым натрием. Полученное вещество содержало фрагмент {\displaystyle {\ce {-NH-NH{-}}}}. Тридцать лет спустя немецкие химики Эмиль и Отто Фишеры выделили фенилгидразин {\displaystyle {\ce {C6H5NHNH2}}}, однако они не смогли заменить фенильную группу в нём на водород.
Обычно сообщается, что первооткрывателем гидразина является Теодор Курциус (1887). Такая информация содержится в «Основах химии» Дмитрия Менделеева и «Истории химии» Микеле Джуа. Однако Курциус получил сульфат гидразина {\displaystyle {\ce {N2H6SO4}}}, тогда как чистый гидразин был выделен только в 1894 году французским химиком Лобре де Брином.

## Получение

### Основные способы
Гидразин получают окислением аммиака {\displaystyle {\ce {NH3}}} или мочевины {\displaystyle {\ce {CO(NH2)2}}} гипохлоритом натрия {\displaystyle {\ce {NaOCl}}} (метод Рашига):
{\displaystyle {\ce {NH3 + NaOCl -> NH2Cl + NaOH,}}}
{\displaystyle {\ce {NH2Cl + NH3 + NaOH -> N2H4 + NaCl + H2O}}}
реакция проводится при температуре 160 °C и давлении 2,5—3,0 МПа. Повышенная температура и высокое содержание аммиака по отношению к гипохлориту позволяют свести к минимуму побочные реакции, а именно взаимодействие хлорамина с гидразином и дихлорамина с аммиаком. Выход гидразина можно существенно увеличить, если вводить клеевые добавки: глицерин, сахар, крахмал, декстрин (выход гидразина 40-50 %) или казеин, альбумин (60-70 %). Введение клея в сочетании с очень большим соотношением аммиака к гипохлориту позволяет довести выход гидразина до 75-80 %. Рашиг считал, что добавки влияют на вязкость раствора, но позже было показано, что они связывают ионы некоторых металлов, которые катализируют побочную реакцию между хлорамином и гидразином, замедляющую целевой процесс. Содержание, например, ионов меди даже в концентрации 1 ppm сильно препятствует образованию гидразина, поэтому добавки необходимы. Наиболее эффективными из них являются желатин.
Синтез гидразина окислением мочевины гипохлоритом по механизму аналогичен синтезу аминов из амидов по Гофману:
{\displaystyle {\ce {CO(NH2)2 + NaOCl + 2NaOH -> N2H4 + H2O + NaCl + Na2CO3,}}}
реакция проводится при температуре ~100 °C и атмосферном давлении.
Применяется также метод Байера:
{\displaystyle {\ce {2NH3 + H2O2 -> N2H4 + 2H2O}}}.

### Безводный гидразин
Указанные выше способы позволяют получить гидразин в виде водных растворов, которые являются непригодными для дальнейшего применения. Необходимо получить концентрированный или безводный гидразин. Для этого разбавленные растворы концентрируют физическими или физико-химическими методами.
- Дистилляция. Кипячением раствора гидразина можно удалить избыток воды, однако такой способ имеет ограничения, потому что при содержании гидразина в растворе выше 50 % состав пара не отличается от состава жидкой фазы. Иными словами, гидразин и вода образуют азеотропную смесь. Иногда при дистилляции добавляют ацетон или ксилол, что позволяет повысить качество разделения.

- Вымораживание воды. При охлаждении раствора гидразина до температуры ниже 0 °С возможно удаление воды вымораживанием. Однако этот метод трудоемок, потому что отделение льда от маточного раствора представляет определённые трудности.

- Дегидратация. Метод основан на том, что некоторые вещества могут связывать воду путем образования кристаллогидратов. Например, было предложено использовать для этой цели безводный сульфат натрия. Недостатками метода являются невысокая степень концентрирования и необходимость очистки раствора от избытка соли. Однако метод можно применять, когда раствор гидразина уже достаточно концентрированный.

- Экстракция. Подобрать растворитель для экстракции гидразина из воды очень трудно, потому что молекулы и гидразина, и воды имеют высокую полярность и образуют прочную связь друг с другом. Для экстракции предложен косвенный подход, когда альдегиды и кетоны связывают гидразин в неионные производные — гидразоны и альдазоны. Такие соединения затем экстрагируют бензолом, четырёххлористым углеродом, диэтиловым эфиром и другими. Также для экстракции применяют анилин.

- Осаждение солей. Гидразин может быть осажден в виде солей, например, сульфата {\displaystyle {\ce {N2H4.H2SO4}}} или двойных солей {\displaystyle {\ce {MSO4(N2H4)2SO4}}}, где {\displaystyle {\ce {M}}} — медь, никель, цинк, кадмий и кобальт.

## Кислотно-основные свойства
Жидкий гидразин частично ионизирован на ионы гидразония и гидразида:
{\displaystyle {\ce {2 N2H4 -> N2H5^+ + N2H3^{-},}}} {\displaystyle K=\mathrm {[N_{2}H_{5}^{+}][N_{2}H_{3}^{-}]} =2{,}0\cdot 10^{-25}}.
Благодаря наличию двух неподелённых пар электронов у атомов азота, гидразин способен к присоединению одного или двух ионов водорода. При присоединении одного протона получаются соединения гидразиния с зарядом 1+, двух протонов — гидразония с зарядом 2+, содержащие соответственно ионы {\displaystyle {\ce {N2H5^+}}} и {\displaystyle {\ce {N2H6^{2+}}}}. Водные растворы гидразина обладают основными свойствами, но их основность значительно меньше, чем у растворов аммиака:
{\displaystyle {\ce {N2H4 + H2O -> (N2H5)^+ + OH^{-}}}}, {\displaystyle ~~K_{b}=3{,}0\cdot 10^{-6},}
(для аммиака Kb = 1,78⋅10−5)
Протонирование второй неподеленной пары электронов протекает ещё труднее:
{\displaystyle {\ce {(N2H5)^+ + H2O -> (N2H6)^{2+}{}+ OH^{-}}}}, {\displaystyle ~~K_{b}=8{,}4\cdot 10^{-16}.}
Гидразин депротонируется при действии гидридов щелочных металлов или их алкилпроизводных с образованием солей - гидразидов:
{\displaystyle {\ce {H2N-NH2 + M+H- -> H2N-NH- M+ + H2}}}
{\displaystyle {\ce {H2N-NH2 + AlkM -> H2N-NH- M+ + AlkH}}}

## Химические свойства
Термодинамически гидразин значительно менее устойчив, чем аммиак, так как связь {\displaystyle {\ce {N-N}}} не очень прочна: разложение гидразина — экзотермическая реакция, протекающая в отсутствие катализаторов при 200—300 °C:
{\displaystyle {\ce {3 N2H4 -> 4 NH3 ^ + N2 ^}}}.
Переходные металлы (Co, Ni, Cu, Ag) катализируют разложение гидразина. При катализе платиной, родием и палладием основными продуктами разложения являются азот и водород:
{\displaystyle {\ce {N2H4 -> N2 ^ + 2 H2 ^}}}.
Реакция окисления гидразина хлором используется для удаления следов хлора из концентрированной соляной кислоты:
{\displaystyle {\ce {N2H4 + 2 Cl2 -> 4 HCl + N2}}}.
Энергично реагирует со фтором, причем смесь гидразина и фтора самовоспламеняется, а развивающаяся температура горения может достигать 4500 К:
{\displaystyle {\ce {N2H4 + 2 F2 -> 4 HF + N2}}}.
Окисляется кислородом воздуха, а также пероксидом водорода до азота и воды.
Щелочные металлы при растворении в гидразине образуют гидразиды общей формулы {\displaystyle {\ce {MN2H3}}}.
Известны соли гидразина — хлорид гидразиния {\displaystyle {\ce {N2H5Cl}}}, сульфат гидразония {\displaystyle {\ce {N2H6SO4}}} и другие. Иногда их формулы записывают как {\displaystyle {\ce {N2H4.HCl}}}, {\displaystyle {\ce {N2H4.H2SO4<}}} и называют гидрохлорид гидразина, сульфат гидразина и т. д. Большинство таких солей растворимо в воде.
{\displaystyle {\ce {N2H4 + HCl -> (N2H5)Cl}}}.
Соли гидразина бесцветны, почти все хорошо растворимы в воде. К числу важнейших относится сульфат гидразина {\displaystyle {\ce {N2H4.H2SO4}}}.
Гидразин — энергичный восстановитель. В растворах гидразин обычно окисляется до азота:
{\displaystyle {\ce {4 KMnO4 + 5 N2H4 + 6 H2SO4 -> 5N2 ^ + 4 MnSO4 + 2 K2SO4 + 16 H2O}}}.
Восстановить гидразин до аммиака можно только сильными восстановителями, такими, как например {\displaystyle {\ce {Sn^{2+}}}}, {\displaystyle {\ce {Ti^{3+}}}}, водородом в момент выделения (реакция {\displaystyle {\ce {Zn + HCl}}}):
{\displaystyle {\ce {N2H4 + Zn + 4 HCl -> 2 NH4Cl + ZnCl2}}}.
Известны многие органические производные гидразина. Гидразин, а также гидразин-гидрат, гидразин-сульфат, гидразин-хлорид, широко применяются в качестве восстановителей золота, серебра, платиновых металлов из разбавленных растворов их солей. Медь в аналогичных условиях восстанавливается до закиси меди.
В органическом синтезе гидразин применяется для восстановления карбонильной группы альдегидов и кетонов до метиленовой по Кижнеру — Вольфу (реакция Кижнера — Вольфа), реакция идёт через образование гидразонов, расщепляющихся затем под действием сильных оснований.

## Гидразин как растворитель
В гидразине хорошо растворимы галогениды щелочных металлов, причем растворимость растет при переходе от хлоридов к иодидам. При температуре 12—13 °C в 100 г гидразина растворяется 8,15 г хлорида калия и 135,7 г иодида калия. Однако сульфаты, карбонаты и сульфиды имеют, как правило, низкую растворимость. Хорошо растворимы соли аммония. При растворении солей в гидразине происходит их гидразинация, то есть фактически сольватация:
{\displaystyle {\ce {ZnSO4 + 2 N2H4 -> [Zn(N2H4)2]SO4,}}}
{\displaystyle {\ce {CoCl2 + 3 N2H4 -> [Co(N2H4)3]Cl2}}}.

## Обнаружение
Качественной реакцией на гидразин служит образование окрашенных гидразонов с некоторыми альдегидами, в частности — с 4-диметиламинобензальдегидом.

## Применение
Гидразин применяют в органическом синтезе, в производстве пластмасс, резины, инсектицидов, взрывчатых веществ, в качестве компонента ракетного топлива (возможно как каталитическое его разложение, что применяется в маневровых двигателях космических аппаратов, так и применение с окислителем - азотным тетраоксидом, в смеси с 1,1-НДМГ ("Аэрозин-50"), преимущество использования гидразина и его производных - самовоспламенение смеси, без необходимости использовать дополнительные зажигающие устройства, такие как пиропатроны и т.п., это делает возможной процедуру многократных запусков двигателя, что особенно важно на космических кораблях и разгонных блоках), как восстановитель при выделении золота из растворов.
Гидразин также применяется в качестве топлива в гидразин-воздушных низкотемпературных топливных элементах.
Жидкая смесь гидразина и нитрата аммония используется как мощное взрывчатое средство с нулевым кислородным балансом — астролит, который, однако, в настоящее время практического значения не имеет.

### Антикоррозийный агент
Гидразин применяется как антикоррозионный агент в тех случаях, когда коррозия связана с поглощением кислорода. Его добавляют в воду для защиты от коррозии теплосилового оборудования и нефтеналивных танкеров. Для этой же цели могут использоваться соли-восстановители, например, сульфит натрия, но гидразин имеет перед ними то преимущество, что продукт его окисления в отличие от сульфита натрия не является солью и таким образом не приводит к росту концентрации солей в воде.
Гидразин широко применяется в химической промышленности в качестве восстановителя кислорода, содержащегося в деминерализованной воде, применяемой для питания котлов (котельные установки, производства аммиака, слабой азотной кислоты и другое). При этом протекает следующая химическая реакция:
{\displaystyle {\ce {N2H4 + O2 -> N2 ^ + 2 H2O}}}.

### Металлические покрытия
Путем восстановления гидразином можно получать металлические покрытия, порошки и золи некоторых веществ. Получение металлических покрытий таким способом относится к классу химических методов. Его преимуществом является возможность равномерного осаждения металла на изделия со сложным профилем, мелкие детали и неметаллические поверхности, при этом слой покрытия механически менее напряженный, чем при гальваническом способе. Также они содержат минимальное количество примесей. Кроме того, гидразин применяют в качестве добавки к электролитам при нанесении гальванических покрытий с целью улучшения их качества.

### Лекарство в онкологии
В 1960-х годах были обнаружены лекарственные свойства гидразин-сульфата (сульфат гидразина), и с тех пор препараты на основе этого вещества применяются для лечения онкологических больных. Раковые заболевания сопровождаются нарушением метаболизма молочной кислоты, в результате чего молочная кислота не превращается в углекислоту, а может наоборот переходить в глюкозу, из которой она образуется. Нарушение углеводного обмена лишает клетки энергии и приводит к потере веса и истощению у больных раком. Было показано, что гидразин-сульфат ингибирует фермент, ответственный за превращение молочной кислоты в глюкозу. Сообщается также, что гидразин-сульфат может останавливать рост опухолей и даже вызывать их распад.
Гидразина сульфат применяется в случае таких заболеваний, как неоперабельные прогрессирующие распространённые формы, рецидивы и метастазы злокачественных опухолей — рак лёгкого (особенно немелкоклеточный), молочных желёз, желудка, поджелудочной железы, гортани, эндометрия, шейки матки, десмоидный рак, саркома мягких тканей, фибросаркома, нейробластома, лимфогранулематоз, лимфосаркома (монотерапия или в составе полихимиотерапии).

### Ракетное топливо
Во время Второй мировой войны гидразин применялся в Германии в качестве одного из компонентов топлива для реактивных истребителей «Мессершмитт Ме-163» (C-Stoff, содержащего до 30 % гидрата гидразина).
Гидразин и его производные (метилгидразин, несимметричный диметилгидразин и их смеси (аэрозин)) широко распространены как ракетное горючее. Они могут быть использованы в паре с самыми разными окислителями, а некоторые и в качестве однокомпонентного топлива, в этом случае рабочим телом двигателя являются продукты их разложения на катализаторе. Это удобно для маломощных двигателей.
| Окислитель        | Удельная тяга (P1, с*) | Плотность топлива г/см³ | Прирост скорости, ΔVид, 25, м/с | Весовое содержание горючего % |
| ----------------- | ---------------------- | ----------------------- | ------------------------------- | ----------------------------- |
| Фтор              | 364,4 с                | 1,314                   | 5197 м/с                        | 31 %                          |
| Тетрафторгидразин | 334,7 с                | 1,105                   | 4346 м/с                        | 23,5 %                        |
| ClF3              | 294,6 с                | 1,507                   | 4509 м/с                        | 27 %                          |
| ClF5              | 312,0 с                | 1,458                   | 4697 м/с                        | 26,93 %                       |
| Перхлорилфторид   | 295,3 с                | 1,327                   | 4233 м/с                        | 40 %                          |
| Фторид кислорода  | 345,9 с                | 1,263                   | 4830 м/с                        | 40 %                          |
| Кислород          | 312,9 с                | 1,065                   | 3980 м/с                        | 52 %                          |
| Пероксид водорода | 286,9 с                | 1,261                   | 4003 м/с                        | 33 %                          |
| N2O4              | 291,1 с                | 1,217                   | 3985 м/с                        | 43 %                          |
| Азотная кислота   | 279,1 с                | 1,254                   | 3883 м/с                        | 40 %                          |

- Удельная тяга равна отношению тяги к весовому расходу топлива; в этом случае она измеряется в секундах {{{1}}} Для перевода весовой удельной тяги в массовую её надо умножить на ускорение свободного падения (примерно равное 9,81 м/с²). В ракетно-космической сфере для обозначения чаще используют термин «удельный импульс тяги» (выражаемый в м/с) или просто «удельный импульс» (в секундах). Выраженная в м/с, эта величина характеризует скорость истечения реактивной струи (приблизительно, с учётом дополнительного слагаемого в формуле тяги ЖРД). Удельный импульс является важнейшей характеристикой совершенства ракетных двигателей. Зависит от типа применяемой топливной пары, схемы и конструкции двигателя и других параметров.

## Токсичность
Гидразин и большинство его производных очень токсичны по отношению к млекопитающим. На живые организмы гидразин оказывает общетоксическое действие. Небольшие концентрации гидразина вызывают раздражение глаз, дыхательных путей. При повышении концентрации начинается головокружение, головная боль и тошнота. Далее следуют судороги, токсический отёк лёгких, а за ними — кома с последующим летальным исходом. Рекомендуемая ПДК в воздухе рабочей зоны не более 0,1 мг/м3.
Гидразин и зарегистрированные препараты на его основе относятся к 1-му и 2-му классу опасности (для человека).